# Calomnion
Calomnion là một chi rêu trong họ Calomniaceae.